# Hälledal
Hälledal är en tätort  i Ångermanland, belägen i Härnösands kommun söder om Ramvik.
Bebyggelsen i Hälledal räknades till 2015 som en del av tätorten Ramvik. 2015 delades den tätorten där den norra delen runt orten Ramvik klassades som en småort och denna den södra delen klassas som en separat bebyggelse som räknades som en tätort, vilken övertog Ramviks tätortskod. 

## Befolkningsutveckling
| Befolkningsutvecklingen i Hälledal 2015–2020 | Befolkningsutvecklingen i Hälledal 2015–2020 | Befolkningsutvecklingen i Hälledal 2015–2020 | Befolkningsutvecklingen i Hälledal 2015–2020 | Befolkningsutvecklingen i Hälledal 2015–2020 |
| -------------------------------------------- | -------------------------------------------- | -------------------------------------------- | -------------------------------------------- | -------------------------------------------- |
|                                              |                                              |                                              |                                              |                                              |
| År                                           |                                              |                                              | Folkmängd                                    | Areal (ha)                                   |
| 2015                                         | 2015                                         |                                              | 450                                          | 70                                           |
| 2020                                         | 2020                                         |                                              | 415                                          | 71                                           |
| Anm.: Utbruten ur tätorten Ramvik 2015       |                                              |                                              |                                              |                                              |